# لیونل بونه ده کاستلان
لیونل بونه ده کاستلان (فرانسوی: Lionel Bony de Castellane‎; ۲۸ سپتامبر ۱۸۹۱ – ۲۹ نوامبر ۱۹۶۵) شمشیرباز اهل فرانسه بود.
وی در مسابقات کشوری و بین‌المللی در مجموع برندهٔ ۱ مدال نقره شده‌است.